# Лэнгхорн, Кристофер
Кристофер Джон Лэнгхорн (англ. Christopher John Langhorne, 18 сентября 1940, Хаммерсмит, Лондон, Англия, Великобритания) — британский хоккеист (хоккей на траве), нападающий.

## Биография
Кристофер Лэнгхорн родился 18 сентября 1940 года в лондонском районе Хаммерсмит.
Играл в хоккей на траве за «Хаунслоу» из Лондона.
В 1964 году вошёл в состав сборной Великобритании по хоккею на траве на Олимпийских играх в Токио, поделившей 9-10-е места. Играл на позиции нападающего, провёл 5 матчей, мячей не забивал.
В 1972 году вошёл в состав сборной Великобритании по хоккею на траве на Олимпийских играх в Мюнхене, занявшей 6-е место. Играл на позиции нападающего, провёл 2 матча, забил 1 мяч в ворота сборной Польши.